# Nolana sphaerophylla
Nolana sphaerophylla es una de las 49 especies pertenecientes al género Nolana presentes en Chile de la familia de las solanáceas (Solanaceae). Esta especie en particular es endémica con una distribución entre la Región de Antofagasta y la Región de Atacama en Chile.

## Nombres vernáculos
Esta especie es conocida simplemente como 'suspiro', al igual que muchas otras especies. 

## Importancia
Esta especie constituye una de las flores emblemáticas que aparecen durante la floración del fenómeno denominado Desierto florido.
Se ha descrito en el sector de Flamenco y El Salado en la región de Atacama.
Es considerada una planta con poco valor ornamental.

## Amenazas
Una de las principales amenazas de esta especie la constituyen factores antrópicos como la urbanización y ocupación del borde costero, por acción antrópica por el turismo y colecta de flores. Otra amenaza la constituye el pastoreo de ganado caprino y mular en el área.